# Costa de Almeria

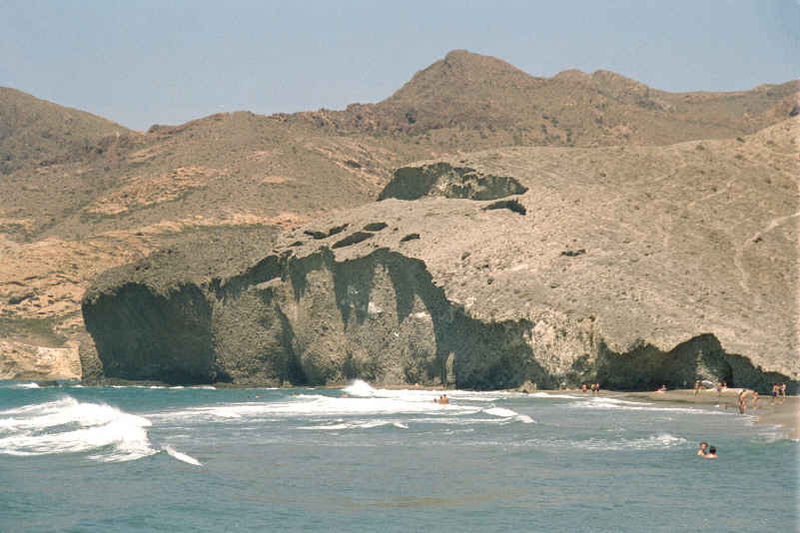
Praia de Mónsul, no Parque Natural do Cabo de Gata-Níjar.

"Costa de Almeria" é a denominação turística que recebe a faixa litoral da província de Almeria, uma extensão de território que abarca 217 quilómetros e 13 municípios: desde Pulpí, no limite com a província murciana até Adra, que limita com a província de Granada. Desde 16 de fevereiro de 1928 o empresário turístico Rodolfo Lussnigg promoveria a denominação Costa do Sol para a Costa de Almeria, à que se referia originalmente de forma exclusiva. No entanto, hoje em dia, a esta faixa litoral denomina-lha simplesmente Costa de Almeria , enquanto o nome Costa do Sol tem passado a fazer parte da faixa litoral que ocupa a província de Málaga.
Dentro da Costa de Almeria podem encontrar-se destinos turísticos como Vera, Garrucha Mojácar, Roquetas de Mar ou Almerimar, e espaços naturais como o Parque Natural do Cabo de Gata-Níjar, o Lugar Natural Ponta Entinas-Sabinar, ou a Ilha de San Andrés, entre outros.

## Comarcas e municípios costeiros
Os municípios que formam a Costa de Almeria ficam dentro de três comarcas almerienses:
- Levante Almeriense, ao este da província, lindando com Múrcia. As praias do Levante Almeriense repartem-se entre os municípios de Carboneras, Mojácar, Garrucha, Vera, Grutas do Almanzora e Pulpí.
- Comarca Metropolitana de Almería: as praias dentro desta comarca situam-se na Bahia de Almeria (na capital da província) e no município de Níjar, que inclui grande parte das praias do Parque Natural de Cabo de Gata-Níjar.
- Poente Almeriense: Esta comarca encontra-se no sudoeste da província, ligando com Granada, e suas praias ficam dentro dos municípios de Adra, Berja, El Ejido (incluindo Almerimar), Roquetas de Mar e Enix.

## Listagem de praias

### Poente Almeriense
| - Praia da Juana - Praia da Alcazaba - Praia de Guainos - Praia de Cala Junco - Praia do Lance da Vírgen - Praia da Gaviota - Praia da Caracola - Praia de Poente - Praia de San Nicolás - Praia de Censo - Praia da Habana - Praia de Berja ou Balanegra - Praia de Balerma - Praia de Pedra do Moro - Praia dos Banhos ou Guardas Velhas - Praia de Almerimar ou San Miguel Poente - Praia de Almerimar ou San Miguel Levante - Praia de Ponta Entinas - Praia de Cerrillos | - Praia de Aguadulce - Praia do Rompillo ou Os Baixos - Praia das Salinas ou Os Banhos - Praia da Romanilla - Praia da Bajadilla - Praia de Urbanização Roquetas de Mar - Praia Serena - Praia do Palmer |

### Baía de Almeria
| - Praia do Passeio da Ribera - Praia do Delta do Andarax - Praia da Garrofa - Praia de San Telmo - Praia das Ondas - Praia de San Miguel, Zapillo ou As Conchas - Praia de Nova Almeria - Praia do Bobar ou La Cañada - Praia de Costacabana - Praia do Perdigal ou Alquian - Praia do Toyo - Praia de Retamar - Praia de Torregarcía - Praia das Amoladeras - Praia do Charco - Praia de San Miguel de Cabo de Gata - Praia das Salinas de Cabo de Gata - Praia da Almadraba de Monteleva - Praia da Fabriquilla | - Cala do Corralete - Fundeadeiro de Cabo de Gata - Cala Arena - Cala Raja - Cala Carvão - Cala da Média Lua - Praia de Mónsul - Praia do Barronal - Cala Garota - Cala do Príncipe - Cala dos Amarelos - Praia dos Genoveses - Praia de San José - Praia de Cala Higuera - Praia do Embarcadero ou Lo Esparto - Praia do Arco ou Los Escullos - Praia de Peñón Blanco ou Isleta do Moro - Praia de Cala do Carnaje - Cala da Polacra – Las Negras - Cala do Corvo - O Playazo de Rodalquilar - Praia Las Negras - Cala de San Pedro – As Negras - Cala do Chumbo – Água Amarga - Cala de No meio – Água Amarga - Praia de Água Amarga – Água Amarga - Praia da Fabriquilla |

### Levante Almeriense
| - Praia das Marinhas - Praia dos Arenales - Praia de Torregarcía - Praia dos Mortos - Praia das Martinicas - Praia dos Barquicos ou Los Cocones - Praia do Lancon - Praia da Galera - Praia do Algarrobico - Praia das Granatillas - Praia do Sombrerico - Praia do Castillo de Macenas - Praia do Cantal - Praia de Gruta do Lobo - Praia do Descargador - Praia da Rumina - Praia de Marinha da Torre - Praia de Garrucha ou Las Escobetas - Praia das Marinhas - Praia de Porto Rei - Praia do Playazo | - Praia de Quitapellejos ou Palomares - Praia de Fábrica do Duro - Praia de Villaricos - Praia de Cala da Dores - Praia de Cala Invencible - Praia de Peñón Cortado - Praia de Embarcadero Velho - Praia de Cala Cristal - Praia do Calón - Praia de Cabezo Negro - Praia de Cala Panizo - Praia de Poço do Esparto - 1. Praia Os Nardos - 2. Praia A Entrevista - 3. Praia Calypso - 4. Praia Mar Serena - 5. Praia Mar Rabiosa - 6. Cala La Calica - 7. Cala O Rincão Dos Ninhos - 8. Cala A Tia Antonia - 9. Cala O Quartel - 10. Cala Costa Tranquila - 11. Cala O Invencível - 12. Cala La Italiana - 13. Praia Calataray - 14. Praia Las Palmeras - 15. Cala Los Cocedores |